# 莫洛镇
莫洛镇（藏語：འབོ་ལོ་），是中华人民共和国西藏自治区昌都市贡觉县下辖的一个乡镇级行政单位。

## 行政区划
莫洛镇下辖以下地区：
登卡社区、扎西社区、林通村、莫洛村、果普村、查雄普村、若果村、爱玉村、洞托村、贡中村、夏日村、米来村、达龙村、丈中村、苦达村、泽仁本村、卡托村、色然村、多吉村、根当村、来日玛村、阿卡村、拉玛村、觉龙村、曲松村、帮措村、插托村、俄底村、德麦村、阿果村和拉荣村。